# 富怡花園

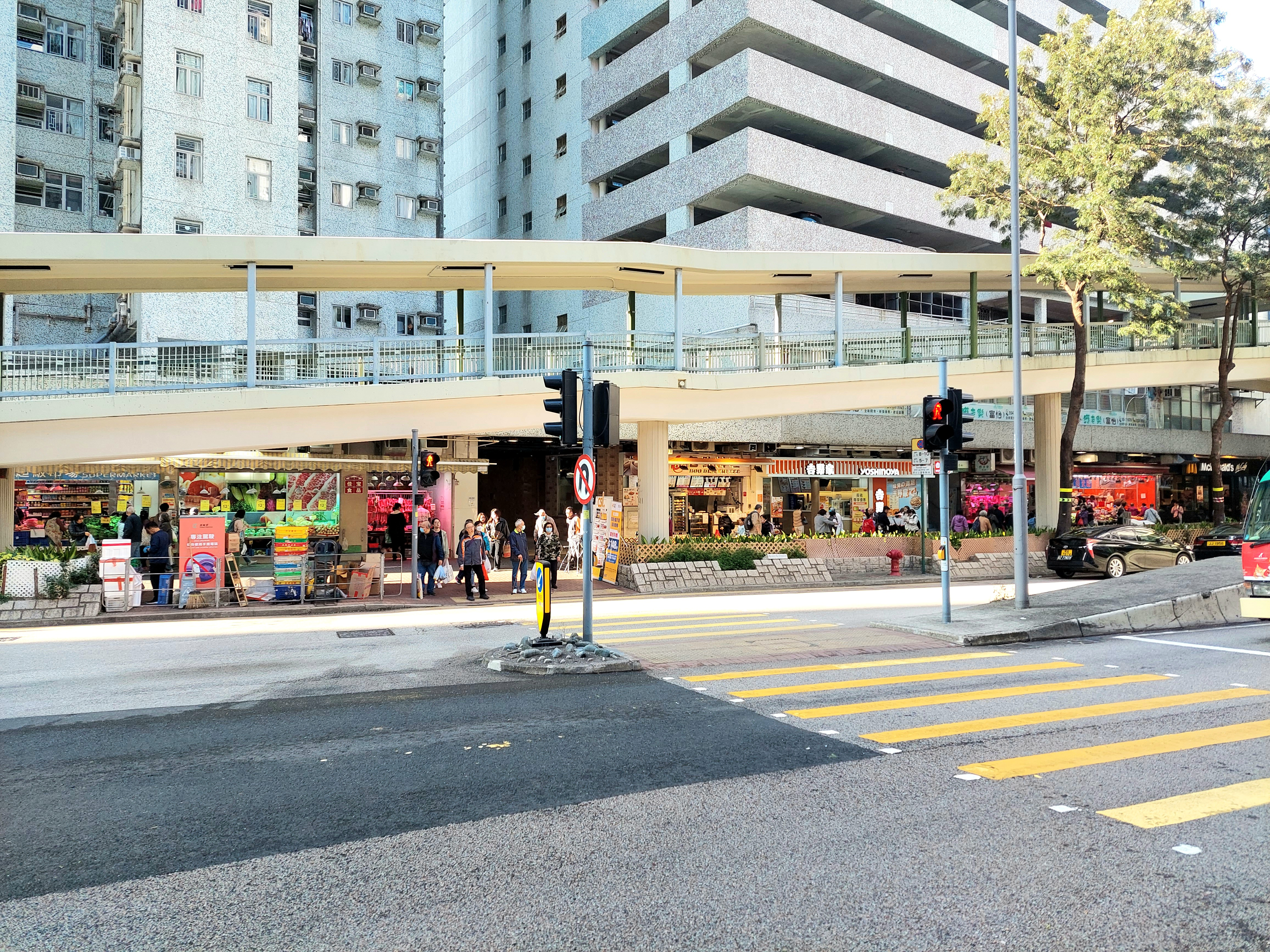
富怡花園東南面商店

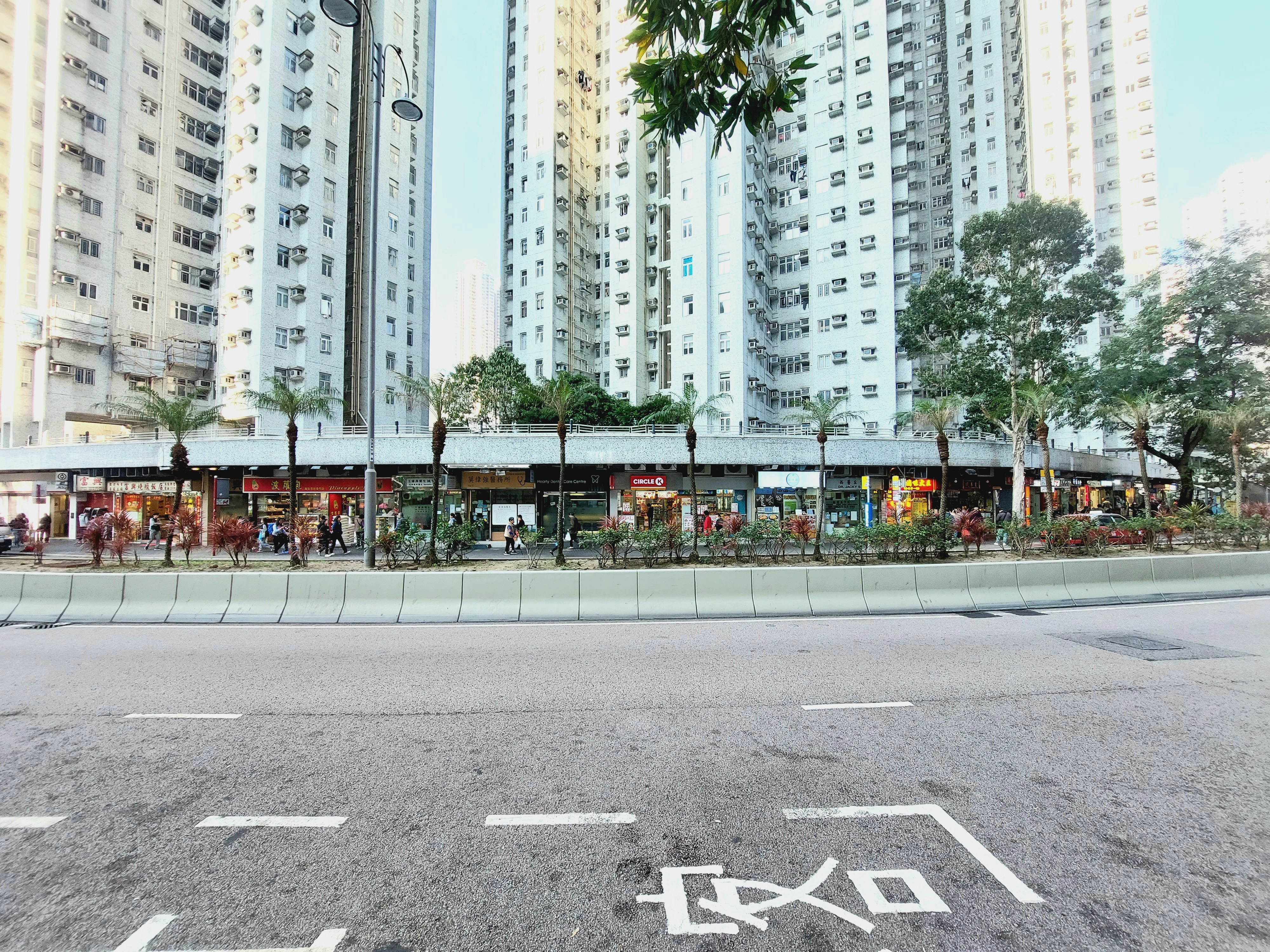
南面商店

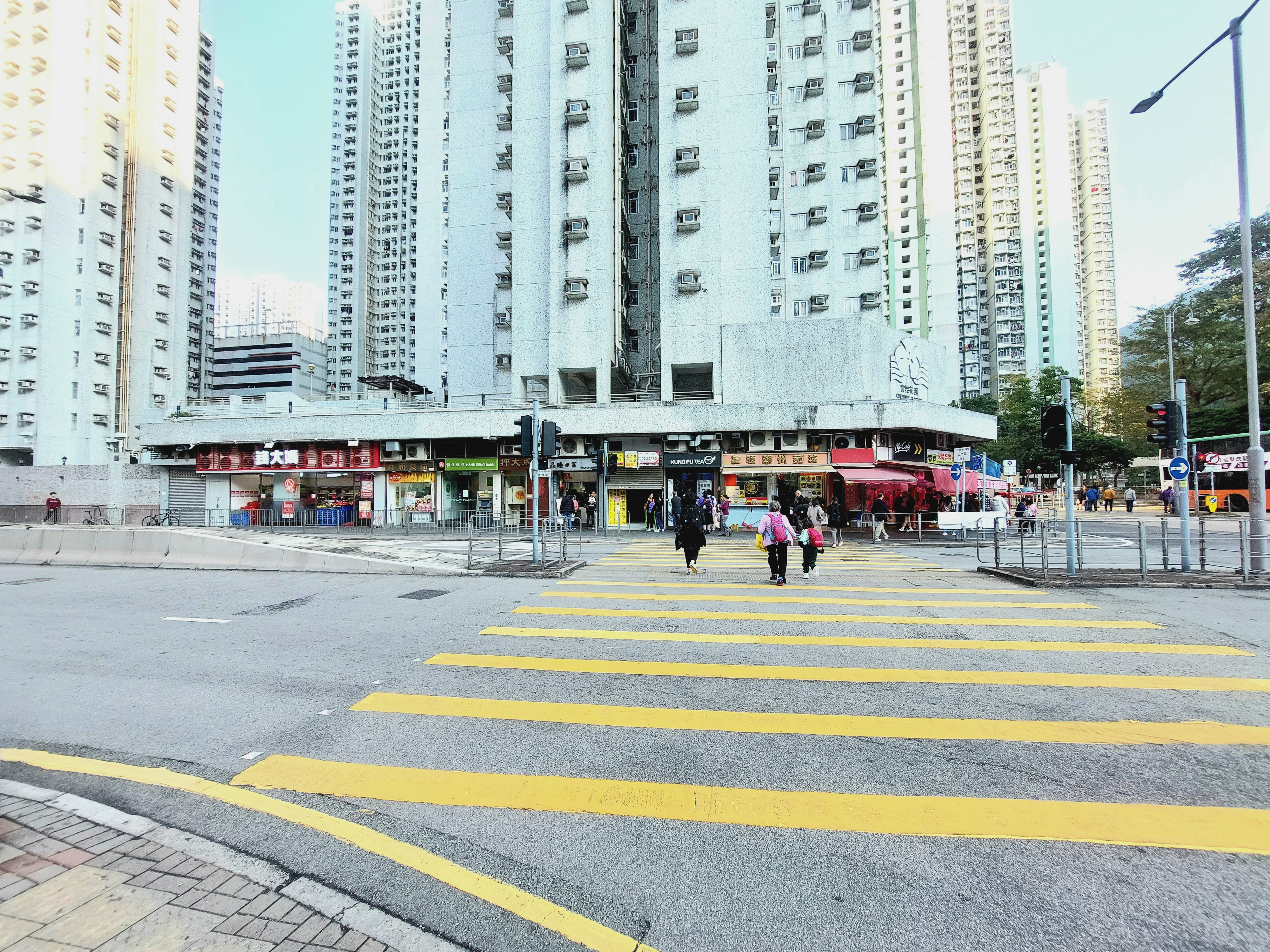
西北面商店

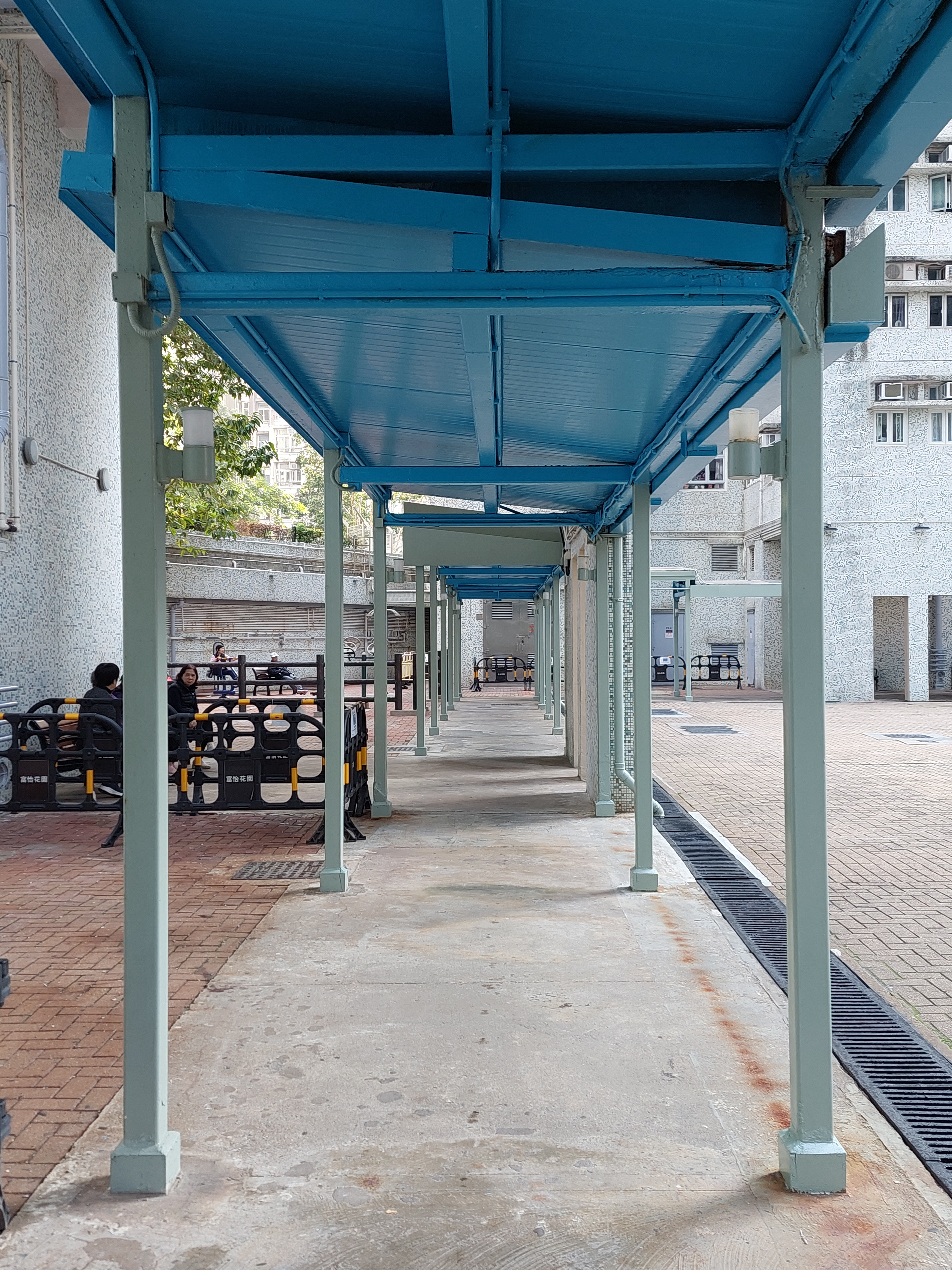
有蓋行人道

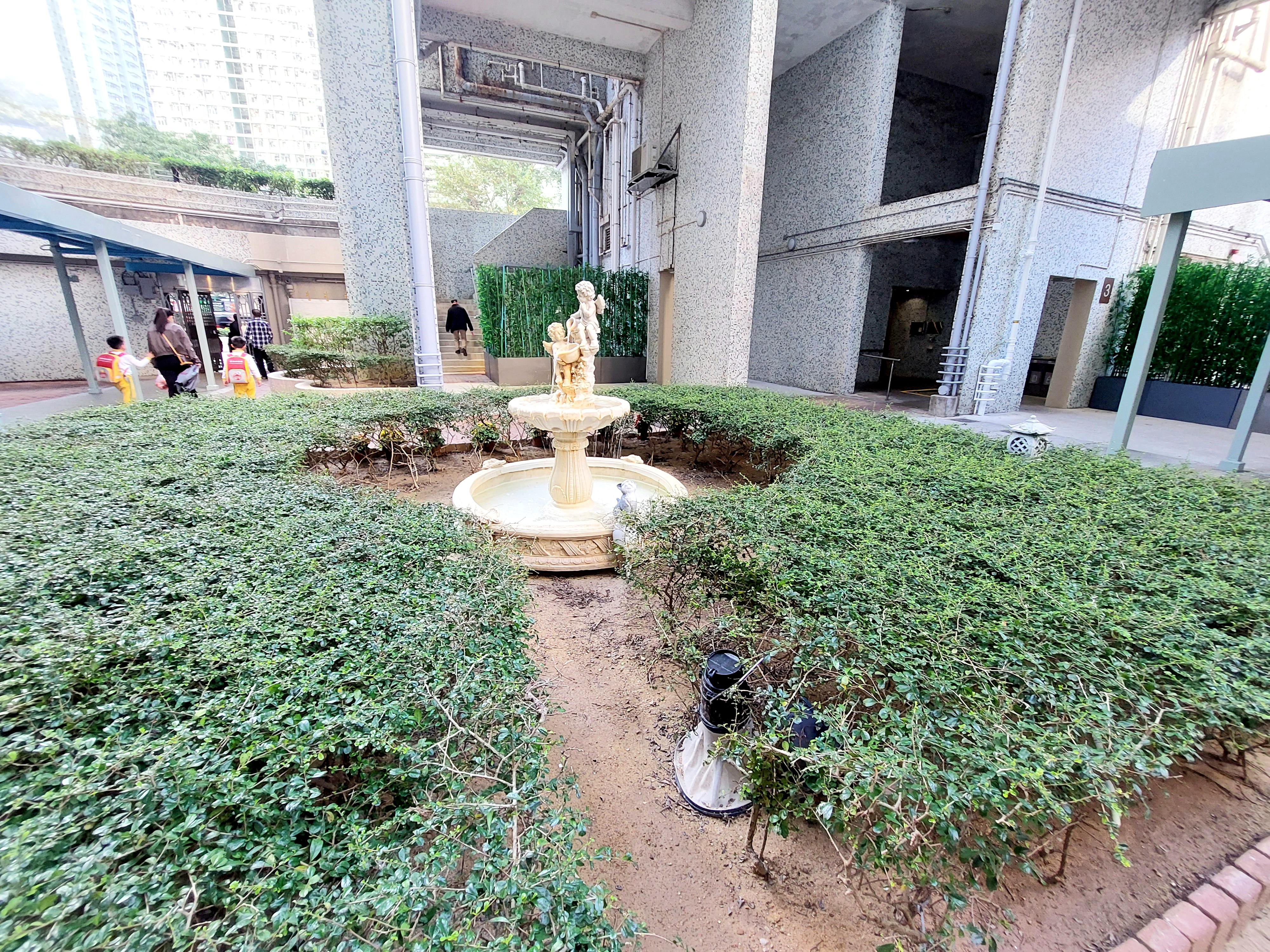
雕塑水池

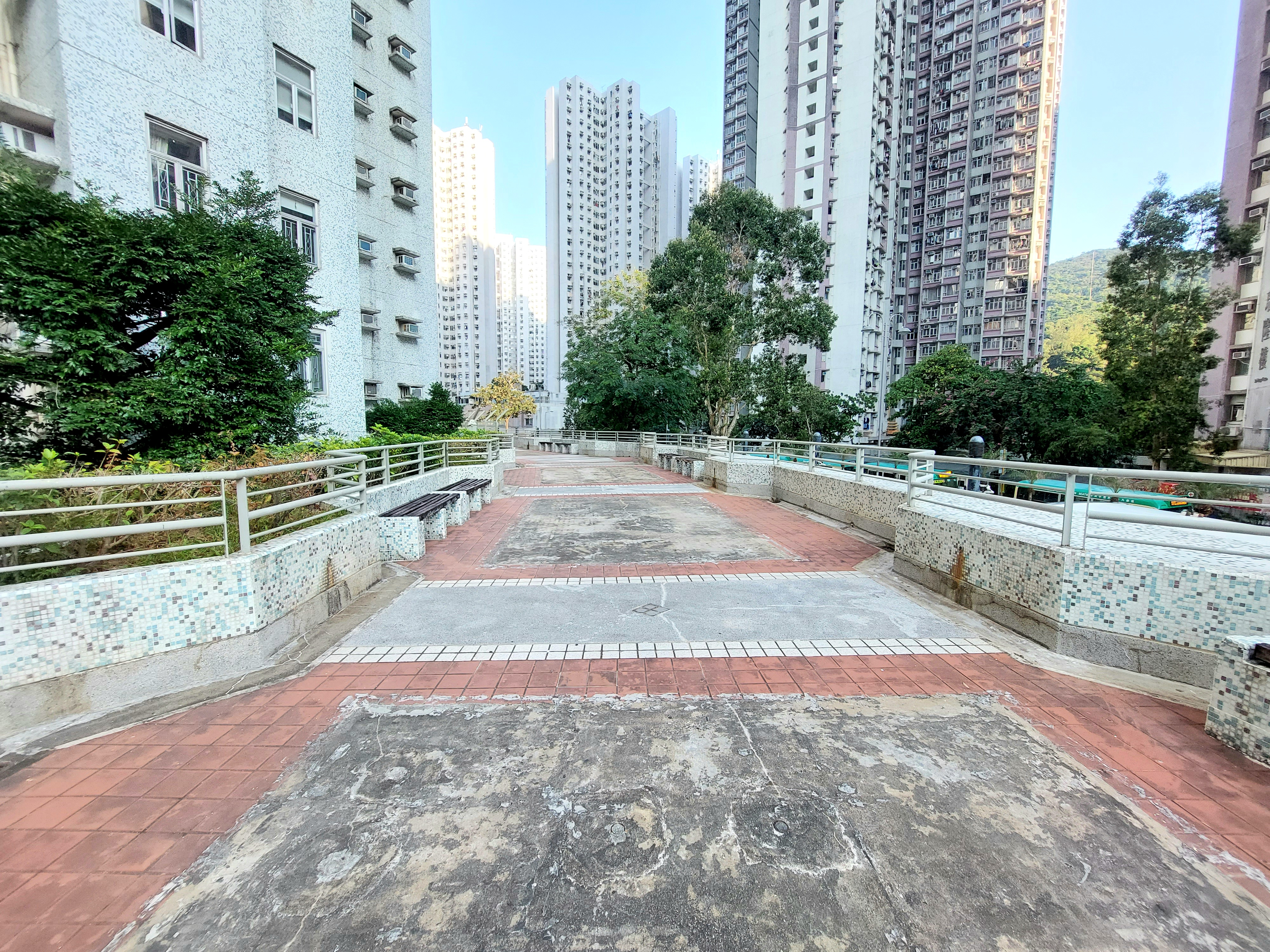
平台

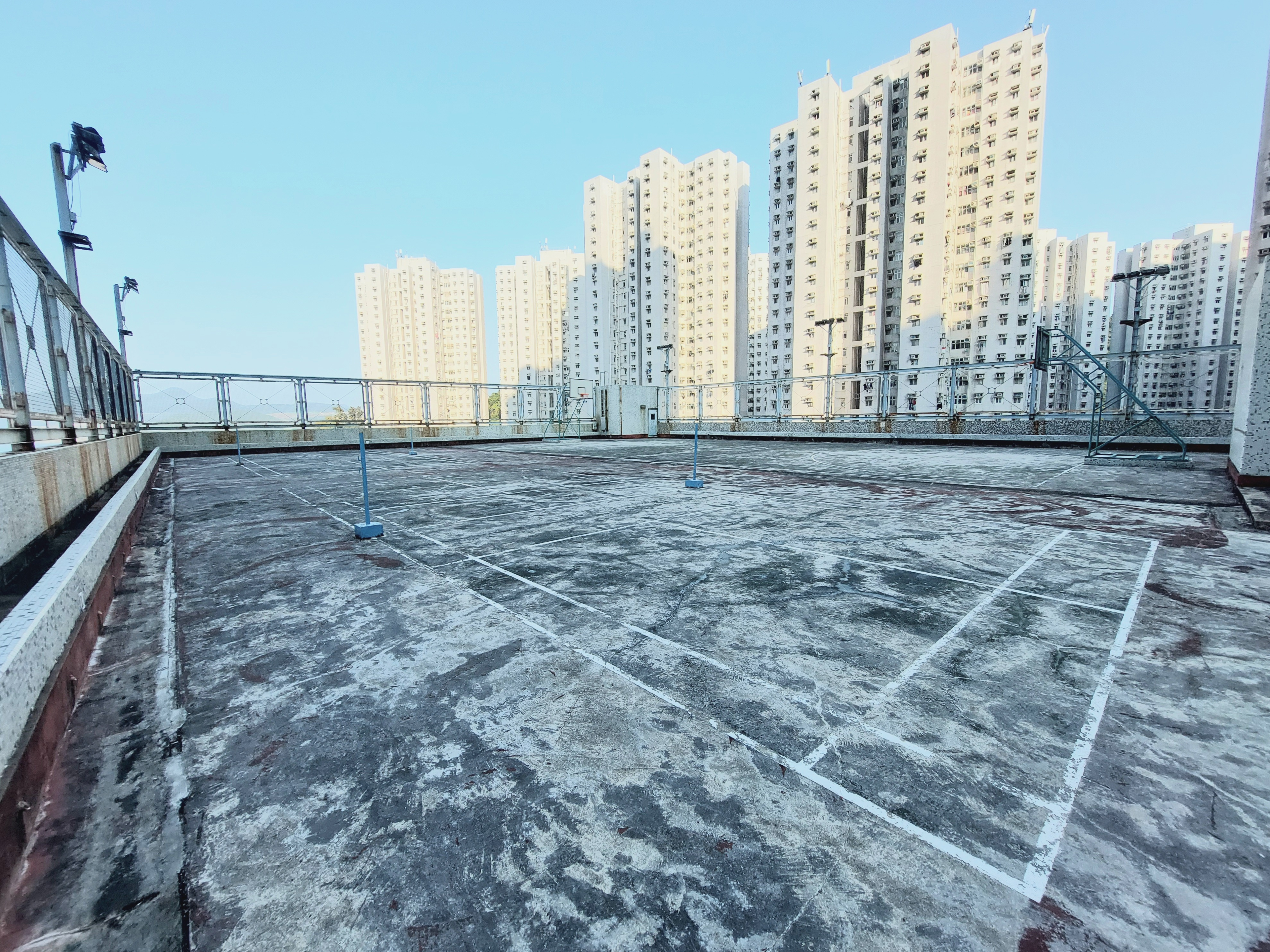
羽毛球及籃球場

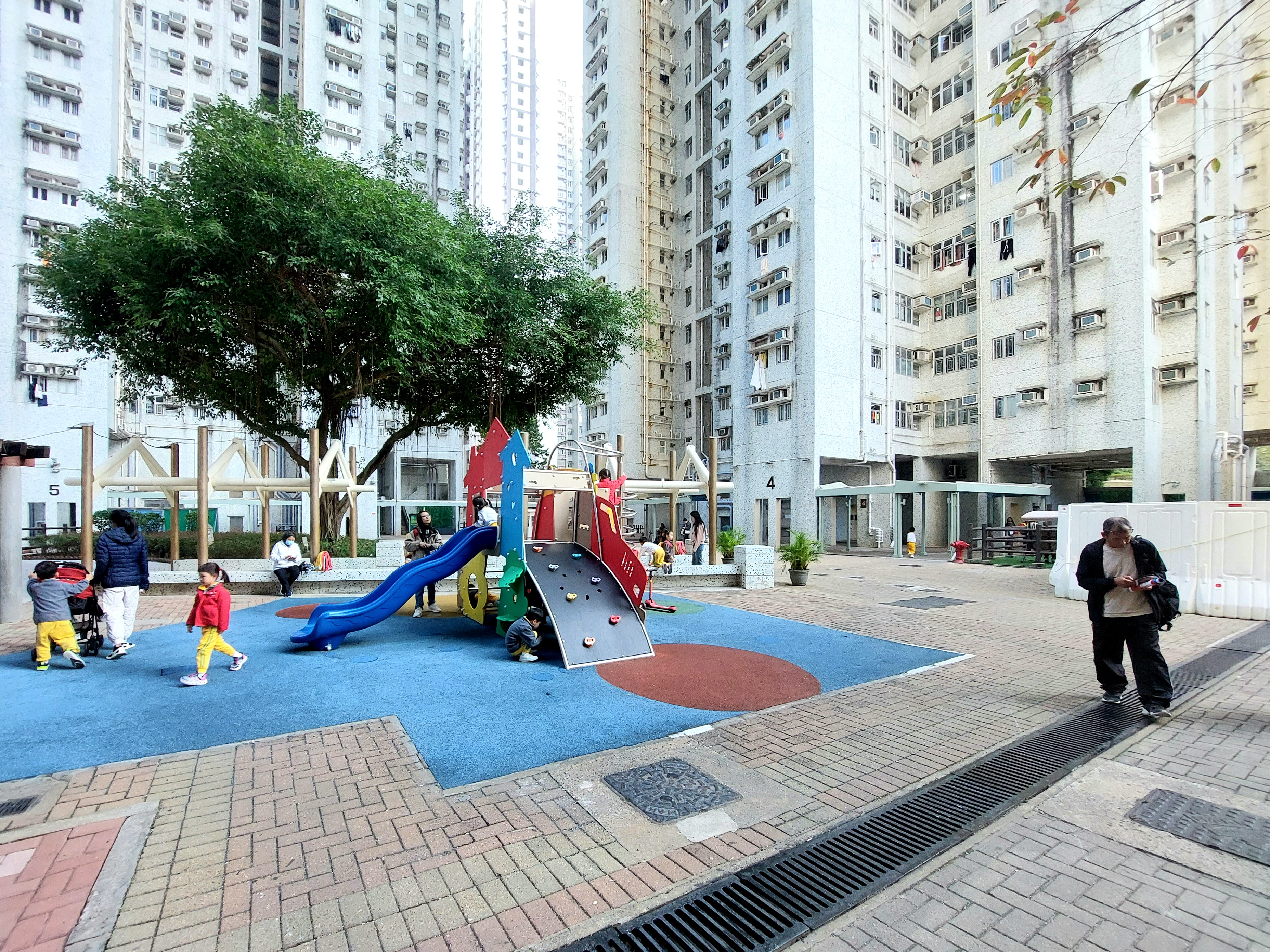
兒童遊樂場

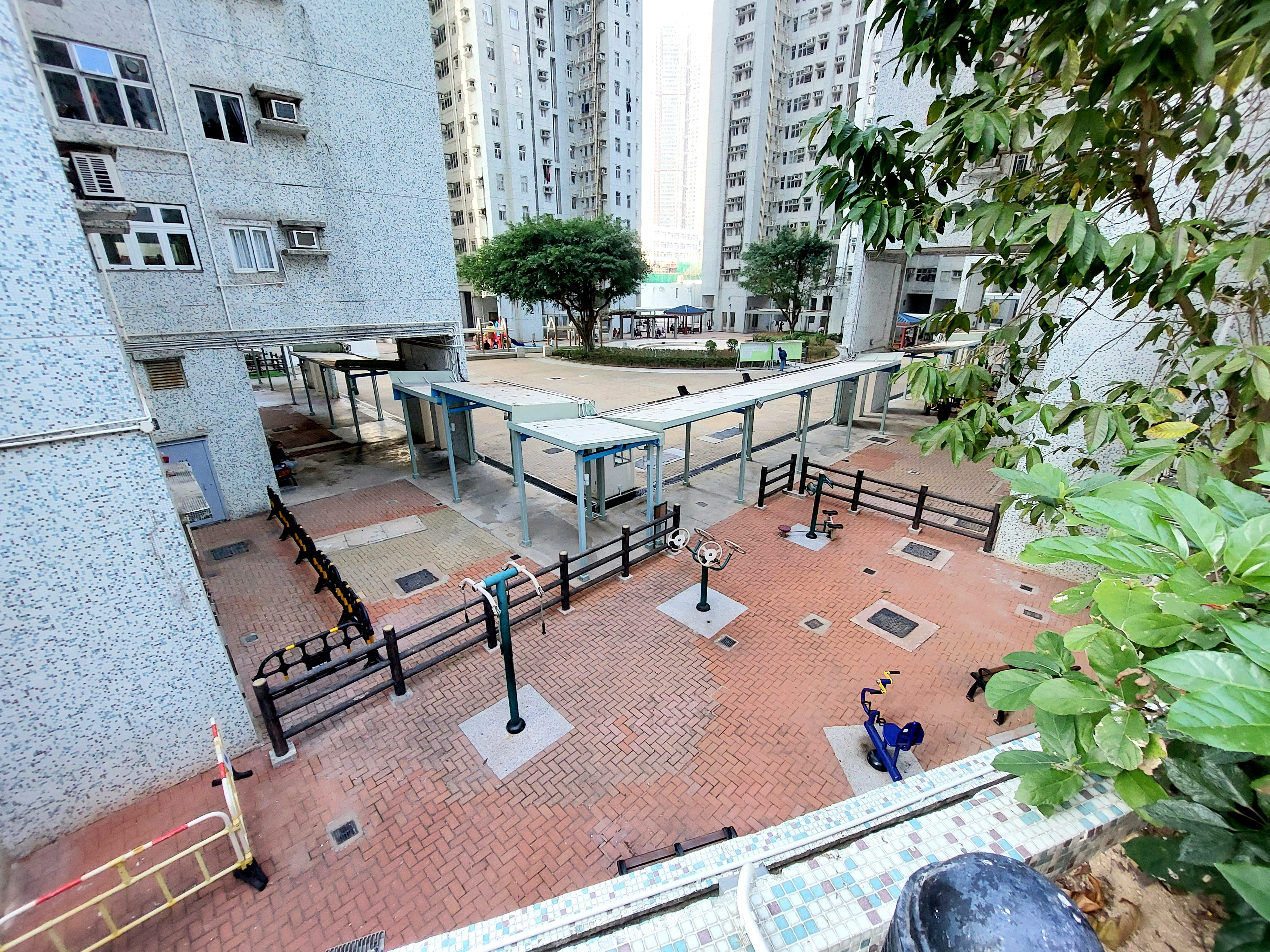
健身區

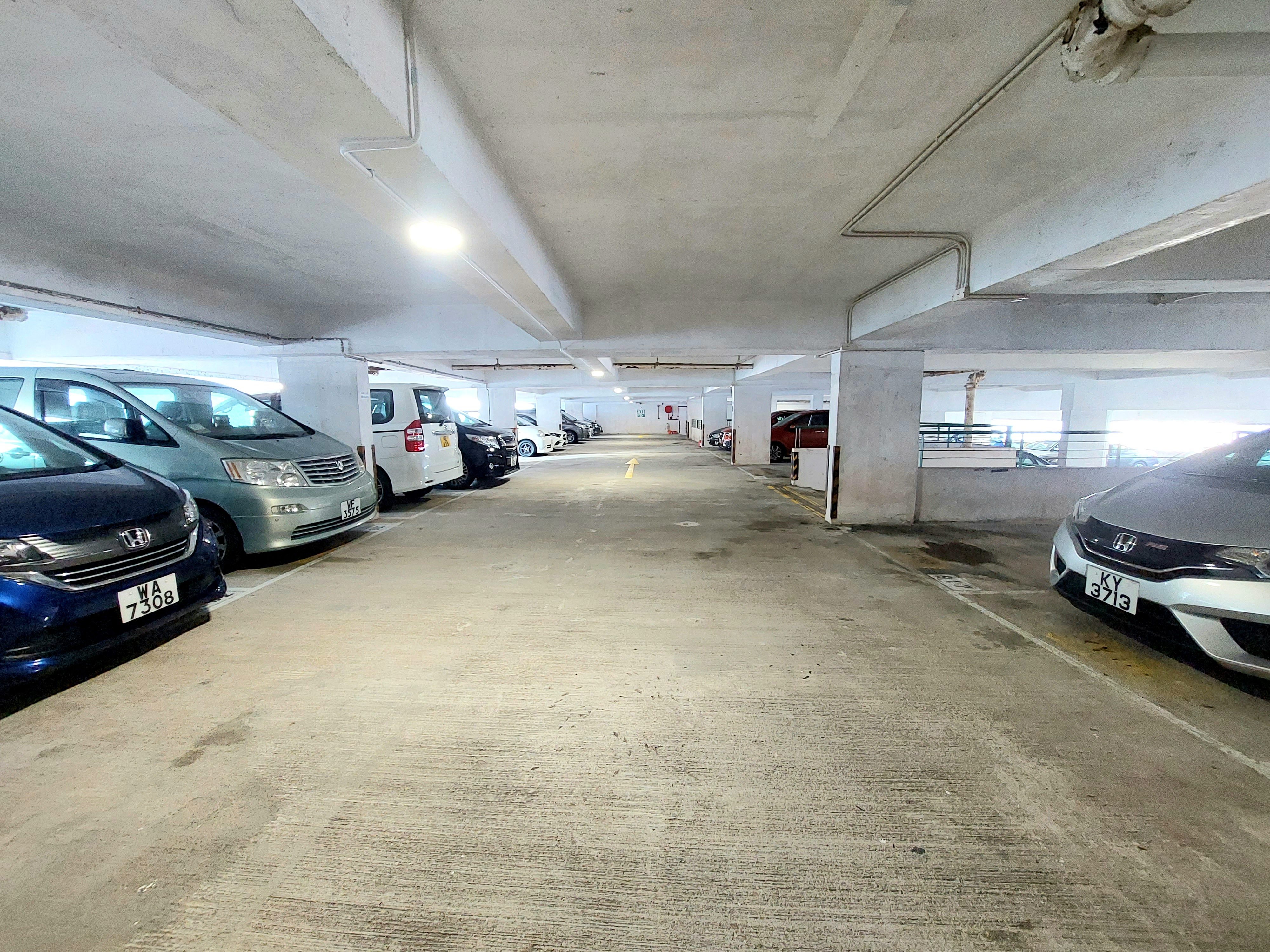
停車場

富怡花園（英語：Cheerful Garden）是香港的一個私人機構參建居屋，位於小西灣小西灣道23號（柴灣內地段148號），從小西灣填海得來，屋苑共有1座31層高，3座40層高及1座41層高的住宅，於1995年落成。由於屋苑有一部份位於舊機場的高度限制圈內，所以第一座的設計只有31層高。
發展商為其士發展全資附屬公司「Goodkent Limited」，及由香港房屋委員會負責監管整個發展過程及推售，由周氏建築師事務所（周念申建築師）設計，其士建築承建，而管理公司為其士富居。

## 屋苑資料

### 樓宇
項目分兩期出售，第一期為（1-3座）；第二期為（4及5座），間隔分兩房兩廳及三房兩廳（附兩個洗手間）設計，（自富怡花園開始，私人參建居屋計劃下的三房間隔設計單位，以後都配備兩個洗手間的設計），屋苑共有單位1870個，另設有一個九層的停車場，頂層為球場。鄰近的屋苑有富景花園、富欣花園及藍灣半島。
| 樓宇名稱 | 樓宇類型                      | 落成年份 | 每座層數 | 每層伙數 | 每座單位數目 (伙) | 建築師                            | 承建商   | 提供升降機的廠商 | 期數 |
| -------- | ----------------------------- | -------- | -------- | -------- | ----------------- | --------------------------------- | -------- | ---------------- | ---- |
| 第1座    | 私人參建居屋計劃 （十字井型） | 1995年   | 30       | 10       | 300               | 周氏建築師事務所 （周念申建築師） | 其士建築 | 东芝             | 1    |
| 第2座    | 私人參建居屋計劃 （十字井型） | 1995年   | 39       | 10       | 390               | 周氏建築師事務所 （周念申建築師） | 其士建築 | 东芝             | 1    |
| 第3座    | 私人參建居屋計劃 （十字井型） | 1995年   | 39       | 10       | 390               | 周氏建築師事務所 （周念申建築師） | 其士建築 | 东芝             | 1    |
| 第4座    | 私人參建居屋計劃 （十字井型） | 1995年   | 40       | 10       | 400               | 周氏建築師事務所 （周念申建築師） | 其士建築 | 东芝             | 2    |
| 第5座    | 私人參建居屋計劃 （十字井型） | 1995年   | 39       | 10       | 390               | 周氏建築師事務所 （周念申建築師） | 其士建築 | 东芝             | 2    |

### 教育設施

#### 幼稚園
- 嶺南幼稚園（小西灣） （页面存档备份，存于）（2012年創辦）（位於富怡花園幼稚園大樓1樓）

#### 中學
- 衞理中學（1977年創辦）
- 嶺南衡怡紀念中學（1991年創辦）